# میدلوم
میدلوم (به هلندی: Midlum) یک منطقهٔ مسکونی در هلند است که در هارلینگن واقع شده‌است. میدلوم ۶۴۵ نفر جمعیت دارد.